# Campeonato Paulista 1909
In 1909 werd het achtste Campeonato Paulista gespeeld voor clubs uit de Braziliaanse staat São Paulo. De competitie werd gespeeld van 13 mei tot 5 december. AA Palmeiras werd kampioen.  

## Eindstand
| Plaats | Club               | Wed. | W | G | V | Saldo | Ptn. |
| ------ | ------------------ | ---- | - | - | - | ----- | ---- |
| 1.     | AA Palmeiras       | 10   | 6 | 2 | 2 | 18:8  | 14   |
| 2.     | Paulistano         | 10   | 5 | 4 | 1 | 26:12 | 14   |
| 3.     | Americano          | 10   | 2 | 5 | 3 | 10:13 | 9    |
| 4.     | Germânia           | 10   | 2 | 1 | 7 | 11:22 | 5    |
| 5.     | São Paulo Athletic | 10   | 1 | 2 | 7 | 11:25 | 4    |

|  | Finale |

## Finale
|                   |              |       |            |  |
| 5 december Finale | AA Palmeiras | 2 – 1 | Paulistano |  |
| 5 december Finale |              |       |            |  |

### Kampioen
| Campeonato Paulista de 1909      |
| São Paulo                        |
| -------------------------------- |
| AA PALMEIRAS Kampioen (1° titel) |

## Topschutter
| Speler            | Speler | Goals | Club       |
| ----------------- | ------ | ----- | ---------- |
| Vlag van Brazilië | Bibi   | 9     | Paulistano |